# Germano Benencase
Germano Benencase (Vietri sul Mare, 9 de abril de 1897  — Americana, 18 de março de 1975) foi um instrumentista, compositor, maestro e professor de música ítalo-brasileiro.
Nascido em uma pequena vila na Costa Amalfitana, chegou ao Brasil com seus pais em 1899. Compôs mais de 250 obras entre valsas, operetas, marchas fúnebres, hinos religiosos, escolares e esportivos. Conhecido principalmente por suas valsas, suas composições mais conhecidas foram "Saudades de Adelaide", "Pensando em Ti" e "O Piquenique Trágico" . Esta última, composta em 1916 e gravada pela primeira vez em 1918, foi inspirada em um acidente de barco ocorrido na então Villa Americana, quando a jovem Agar da Costa Lobo morreu vítima de afogamento na lagoa do Parque Ideal. 
Lecionou música no Colégio Piracicabano entre 1933 e 1964, onde formou várias gerações de músicos da cidade, e atuou como regente de diversos grupos. Fundou em 1958 a Orquestra Rizzi, embrião da atual Orquestra Sinfônica de Piracicaba. Seu último trabalho foi no Educandário Divino Salvador de Americana, de 1960 até o fechamento da instituição em 1974.

## Biografia
Filho de Ana e Tarquino Benencase, Germano chegou ao Brasil em 1899 com seus pais e nove irmãos. Antes de se estabelecer em Americana nos anos 1900, seus pais passaram temporadas em São Paulo, Jundiaí e Campinas.  Seu pai estabeleceu uma alfaiataria na altura do número 343 da Avenida Antônio Lobo, e preferia que seu filho seguisse sua carreira.  Apesar disso, sempre mostrou predileção pela música, e teve aula por apenas um mês, continuando seus estudos como autodidata. Estudou apenas o primário no Grupo Escolar "Corrêa de Mello", em Campinas.
De seus nove irmãos, três se tornaram artistas. Seu irmão Amálio "Lulu" Benencase, foi um famoso humorista e apresentador de rádio, conhecido principalmente pelo programa "Festa na Roça", muito popular nas rádios Difusora e Tupi de São Paulo durante os anos 30. Seus outros dois irmãos Danunzio e Paschoal foram talentosos instrumentistas.
Começou a compor músicas em 1913 sendo "Pensando em Ti" a primeira delas.  Seu estilo preferido era a Valsa, e nos anos seguintes compôs músicas que ganharam reconhecimento a nível regional, e aos poucos se tornaram conhecidas em todo Brasil. Seu maior sucesso, batizado como "O Piquenique Trágico" foi composto em uma circunstância muito peculiar. Na tarde de 14 de maio de 1916, Germano estava em sua residência quando ouviu a notícia de um acidente no Parque Ideal. Momentos depois de chegar ao local, presenciou a retirada do corpo da jovem Agar da Costa Lobo de dentro da lagoa. Ela fazia parte de um grupo de professores de Campinas que estavam visitando o parque. O pai da jovem era funcionário do Ginásio Estadual de Campinas (atual Colégio Culto à Ciência).
Em determinado momento, entraram em um grupo de cinco pessoas em um dos barcos disponíveis para aluguel no local, e foram para o meio da lagoa, local que graças a topografia tinha mais espaço para os barcos, mas que era também mais fundo. Em algum momento, movimentos bruscos fizeram o barco virar atirando todos os ocupantes no lago, resultando na morte da jovem. Germano compôs as primeiras duas partes da música ali mesmo rabiscando as notas em seu caderno de forma improvisada.  A terceira parte foi composta inspirada no choro da mãe de Agar, que seguia o cortejo fúnebre que levava sua filha até uma residência onde seria realizado o velório, antes do corpo seguir para Campinas.
Nas semanas seguintes, Germano aperfeiçoou a composição, e a finalizou no final de junho do mesmo ano. O título da obra foi inspirado na matéria do Jornal Comércio de Campinas, que trazia o título "Picnic tragico" em grafia da época.  Germano enviou cópias das partituras para diversos jornais de Campinas e São Paulo, e obteve reconhecimento imediato. Em 1918 a gravadora Odeon do Rio de Janeiro gravou a música e mais três composições de Germano em um disco de 78 rotações.  Em 1919 novas composições foram lançadas pela mesma gravadora. 
"O Piquenique Trágico" ganho pelo mesmo duas letras.  A primeira foi feita em 1916 por Inácio Dias Lemes, professor de Villa Americana, e era também inspirada nos acontecimentos do parque. A outra versão, sem relação com a tragédia, foi composta por Gomes de Almeida, amigo de Germano, e lançada em junho de 1941 pela Odeon, sendo um grande sucesso comercial.
Germano continuou sua carreira como músico. Se apresentava em bailes, festas e eventos públicos, e era diretor da orquestra do Cinema Central de Villa Americana.  Na época os cinemas eram mudos e às vezes acompanhados por música ao vivo. Em 1919 Germano se casa com Adelaide Andreoli, e nos anos seguintes nascem os quatro filhos do casal. Em 2 de janeiro de 1925, sua esposa falece, e em outubro do mesmo ano seu filho Antônio de apenas um ano de idade também morre.  A morte de sua esposa e filho afetaram profundamente o compositor, o que acabou refletindo em suas músicas, que nesta época traziam títulos como: "Ao Pé da Cruz", "Caminho do Calvário", "Oração no Campo Santo", "Marcha Fúnebre", "Prelúdio da Morte", entre outros.
No final dos anos 20, Germano inicia sua carreira como professor de música.  Lecionou no Colégio Piracicabano entre 1933 e 1964, onde formou várias gerações de músicos da cidade, e atuou como regente de diversos grupos do colégio e da cidade de Piracicaba.  Fundou em 1958 a Orquestra Rizzi, que nos anos 60 se uniu com a Orquestra Sinfônica de Amadores para formar a atual Orquestra Sinfônica de Piracicaba.  Seu último trabalho foi no Educandário Divino Salvador de Americana, onde lecionou de 1960 até o fechamento da instituição em 1974. Germano Benencase faleceu em Americana, em 18 de março de 1975.

## Principais obras
- Pensando em Ti
- O Piquenique Trágico
- Triste
- Soou a Hora de Extinguir-se o Nosso Amor
- Palestra Itália
- Angelina
- Valsa da Morte
- Agonia Lenta
- Saudades de Tula
- Saudades de Adelaide
- Aniversário Fatal
- As Flores do Meu Amor
- Ao Pé da Cruz
- Caminho do Calvário
- Oração no Campo Santo
- Marcha Fúnebre
- Prelúdio da Morte

## Reconhecimento
O Maestro Benencase é reconhecido principalmente nas cidades de Americana e Piracicaba. Em Americana, cidade adotada pela Família Benencase, e onde Germano trabalhou e morou até o fim de sua vida, foi agraciado com o título de "cidadão americanense" em 1973. Em 1978 uma escola estadual da cidade de americana recebeu a denominação de "E.E Maestro Germano Benencase". Em Piracicaba, Germano foi homenageado por seu amigo e ex-aluno do Colégio Piracicabano Egildo Rizzi. Durante concerto da Orquestra Sinfônica de Piracicaba, regida por Rizzi em 20 de dezembro de 2012, quando foi executada e gravada em DVD a valsa "O Piquenique Trágico" no Teatro Municipal "Erotides de Campos". Foi a última regência do Maestro Rizzi, que faleceu 11 dias depois.